# Indicated airspeed
Indicated airspeed (IAS) (indikerad kurshastighet), är den hastighet som avläses på ett luftfartygs fartmätare, bortsett från eventuellt individuellt instrumentfel. Det engelska begreppet används internationellt och även inom det svenska civila flyget. Kursen är den riktning i vilken luftfartygets längdaxel pekar, medan färdriktningen är den riktning i vilken luftfartyget är på väg beroende på vindens inverkan.
Hastigheten anges normalt i knop, men km/h används vanligen i segelflygplan. Även mph (miles per hour) förekommer, vanligen tillsammans med knop. Om man bortser från mätfel (så kallat platsfel) och instrumentfel, som ej får överskrida internationellt accepterade nivåer, är IAS direkt proportionell mot roten ur skillnaden mellan två tryck, totaltrycket som mäts i flygriktningen och det statiska trycket (lufttrycket på aktuell höjd) som mäts tvärs flygriktningen. Se även True airspeed (TAS) och Ground speed. IAS är ovanför marknivå lägre än TAS, dvs hastighetsmätaren visar en underskattning av luftfartygets verkliga hastighet relativt luften. Underskattningen ökar med höjden, se avsnittet Indikerad fart som funktion av flyghöjden.